# Hymn Kostaryki
Hymn Kostaryki został przyjęty w roku 1949, jednakże muzyka była w użyciu od roku 1853, a słowa od 1900. Słowa napisał José María Zeledón Brenes, a muzykę skomponował Manuel María Gutiérrez; jej tytuł na język polski można przetłumaczyć w następujący sposób: Szlachetna ojczyzno, twoja wspaniała flaga jest przejawem naszej żywotności; hymn powstał w 3 dni, gdyż był potrzebny do odśpiewania na ważnym spotkaniu dyplomatycznym.

## Oficjalne słowa hiszpańskie
Noble patria tu hermosa bandera
Expresión de tu vida nos da:
Bajo el límpido azul de tu cielo
Blanca y pura descansa la paz.
En la lucha tenaz de fecunda labor
Que enrojece del hombre la faz,
Conquistaron tus hijos, labriegos sencillos,
Eterno prestigio, estima y honor,
¡Salve oh tierra gentil!
¡Salve oh madre de amor!
Cuando alguno pretenda tu gloria manchar,
Verás a tu pueblo, valiente y viril
La tosca herramienta en arma trocar.
¡Salve patria! tu pródigo suelo
Dulce abrigo y sustento nos da;
Bajo el límpido azul de tu cielo
¡Vivan siempre el trabajo y la paz!